# Neotachycines obliquofasciatus
Neotachycines obliquofasciatus är en insektsart som beskrevs av Sugimoto, M. och Ichikawa 2003. Neotachycines obliquofasciatus ingår i släktet Neotachycines och familjen grottvårtbitare. Inga underarter finns listade i Catalogue of Life.